# FreeCAD
FreeCAD és una modelador paramètric 3D per a CAD, MCAD (Mechanical computer-aided design), CAx (Computer-aided technologies), CAE i PLM (Product Lifecycle Management). Es recolza en Open Cascade Technology, QT i Python. És programari lliure (llicència GPL i LGPL) i orientat a l'enginyeria mecànica, el disseny industrial i l'arquitectura tot i que té aplicacions en altres disciplines relacionades.

## Característiques
FreeCAD té un entorn de treball de modelat tridimensional similar a CATIA, Autodesk Inventor, SolidWorks o Solid Edge. Utilitza tècniques de modelat paramètric i està basat en una arquitectura de software modular, de manera que s'hi poden afegir funcionalitats sense haver de canviar el nucli del sistema.
Com molts modeladors CAD en 3D moderns té una component en dues dimensions per generar dissenys detallats en 3D dels quals extreure dibuixos 2D, però el disseny directe en 2D (com es faria a AutoCAD LT) no és la finalitat central, com tampoc l'animació 3D (com es faria a Maya o 3D Max). FreeCAD també pot ser utilitzat com a mòdul (software library) per part d'altres programes.
Amb el mòdul Arch s'incorpora a FreeCAD funcionalitats BIM (Building Information Modeling) pròpies del sector de l'arquitectura, l'enginyeria i la construcció.

### Formats de fitxer suportats
El format nadiu de Freecad és FCStd. Freecad suporta altres formats, el nivell de compatibilitat pot variar, en funció del mòdul que l'implementa. A continuació s'expliciten altres formats suportats.
| Llicència | Format                         | Importació | Exportació | Comentaris                                      |
| --------- | ------------------------------ | ---------- | ---------- | ----------------------------------------------- |
|           | DAE (Collada)                  | Sí         | Sí         |                                                 |
|           | DXF                            | Sí         | Sí         |                                                 |
|           | DWG                            | Sí         |            | Es pot importar emprant programari de tercers.  |
|           | IFC                            |            | Sí         |                                                 |
|           | IGES                           | Sí         | Sí         |                                                 |
|           | IV (Inventor)                  |            | Sí         |                                                 |
|           | OBJ (Wavefront)                | Sí         | Sí         |                                                 |
|           | OFF                            | Sí         | Sí         |                                                 |
|           | NASTRAN                        | Sí         | Sí         |                                                 |
|           | SCAD (OpenSCAD)                |            | Sí         |                                                 |
|           | STEP                           | Sí         | Sí         |                                                 |
|           | STL (STereoLithography)        | Sí         | Sí         |                                                 |
|           | SVG (Scalable Vector Graphics) | Sí         | Sí         |                                                 |
|           | VRML                           | Sí         | Sí         |                                                 |
|           | WebGL                          |            | Sí         | L'exportació es suportada des de la versió 0.19 |

## Història
Inicialment desenvolupat per Jürgen Riegel que treballava en un programari CasCade d'enginyeria inversa a DaimlerChrysleror. El llançament d'Open CasCade l'any 2000 va oferir l'oportunitat d'utilitzar aquest tipus de llibreries per planificar i implementar sistemes CAD 3D gratuïts. Freecad inicialment s'enfocà en l'enginyeria mecànica, Werner Mayer fou el segon desenvolupador destacat en afegir-se al projecte. Yorik van Havre, arquitecte belga amb seu a Brasil, s'afegí a l'equip al voltant del 2008. S'enfocà en les funcionalitats BIM de Freecad, l'anomenat Arch Module.
El gener de 2023 es feu públic el lideratge de Brad Collette en el projecte Ondsel. Ondsel és un programari web construït sobre FreeCAD per a col·laborar, compartir i publicar dissenys a la web. Esdevenint el primer programari de codi obert de fabricació assistida per a automatitzar la generació de codi. Permeten a l'usuari que desconeix FreeCad tenir-ne un contacte fàcil, simplement modificant projectes que són al núvol. Les solucions es desenvoluparan dins del model de negoci Open Core, en el qual els components bàsics del sistema es distribueixen lliurement i les funcions avançades com a part d'un producte comercial.

### Llançaments
| Versió | Data d'alliberament | Comentaris | Darrera versió |
| ------ | ------------------- | --- | -------------- |
| 0.0.1  | 29-10-2002          | |                |
| 0.1    | 27-01-2003          | |                |
| 0.2    | 09-08-2005          | |                |
| 0.3    | 31-10-2005          | |                |
| 0.4    | 15-01-2006          | |                |
| 0.5    | 05-10-2006          | |                |
| 0.6    | 27-02-2007          | |                |
| 0.7    | 24-04-2009          | |                |
| 0.8    | 10-07-2009          | |                |
| 0.9    | 16-01-2010          | |                |
| 0.10   | 24-07-2010          | |                |
| 0.11   | 03-05-2011          | |                |
| 0.12   | 20-11-2011          | |                |
| 0.13   | 29-01-2013          | Noves funcions com loft, sweep, offset i thicknes i moltes millores. |                |
| 0.14   | 01-07-2014          | La doble llicència LGPL i GPL finalitza per a evitar incompatibilitats, passa a ser íntegrament LGPLv2+. El mòdul Spreadsheet fou afegit suportant paràmetres 2D i algunes fórmules. Millores en el renderitzat, ara suporta LuxCoreRender.                                        |                |
| 0.15   | 08-04-2015          | La major part de millores es concentren en l'Arch workbench, com en la nova possibilitat de tallar un objecte mitjançant un pla. |                |
| 0.16   | 18-04-2016          | El mòdul FEM, per a l'anàlisi d'estructures, va rebre moltes millores. |                |
| 0.17   | 06-04-2018          | El taller de disseny de peces PartDesign, el taller de dibuix Sketcher i Part Workshop han rebut millores. Nou taller de dibuix tècnic TechDraw. |                |
| 0.18   | 12-03-2019          | Millores en l'entorn de disseny arquitectònic, Building Parts substitueix Arch Floor i Arch Building. També es millora l'entorn Path, permeten generar instruccions G-Code basades en el model FreeCAD (el llenguatge G-Code s'empra en màquines CNC i en algunes impressores 3D). | 0.18.6         |
| 0.19   | 12-03-2021          | Migració completada de Python 2 a Python 3 així com de Qt4 a Qt5. Introducció del sistema App:link que permet a un objecte disposar de propietats d'un altre objecte. | 0.19.3         |
| 0.20   | 15-06-2022          | Entre altres novetats, es va reescriure completament l'ajuda. | 0.20.2         |
| 0.21   | 2-08-2023           | Destacaren les millores d'usabilitat. |                |
| 1.0    | 19-11-2024          | Se solucionà el problema de les nomenclatures i s'afegí un mòdul integrat d'assemblatge. |                |

## Galeria d'imatges

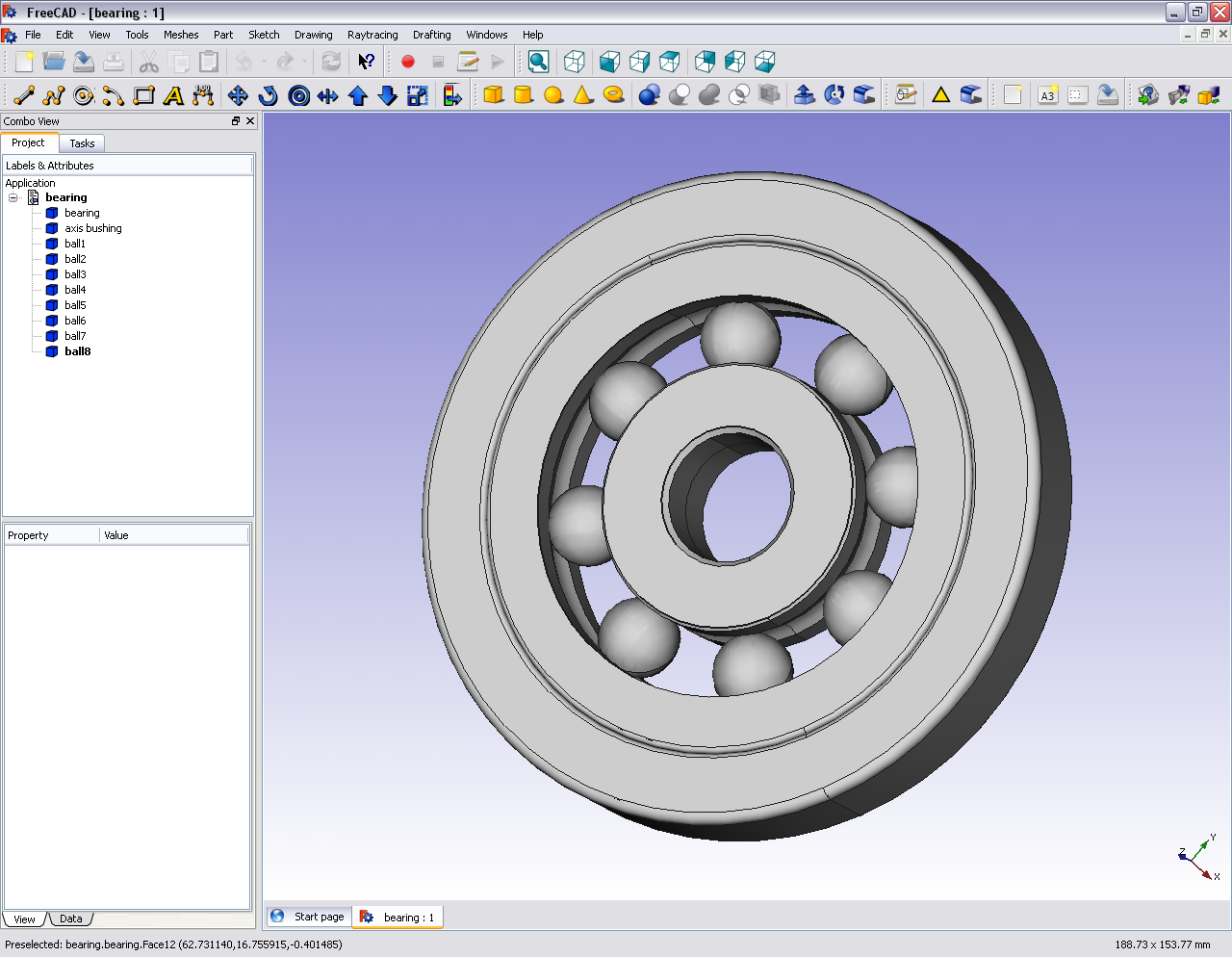
Model 3D d'un rodament rígid de boles sobre FreeCAD 0.10.
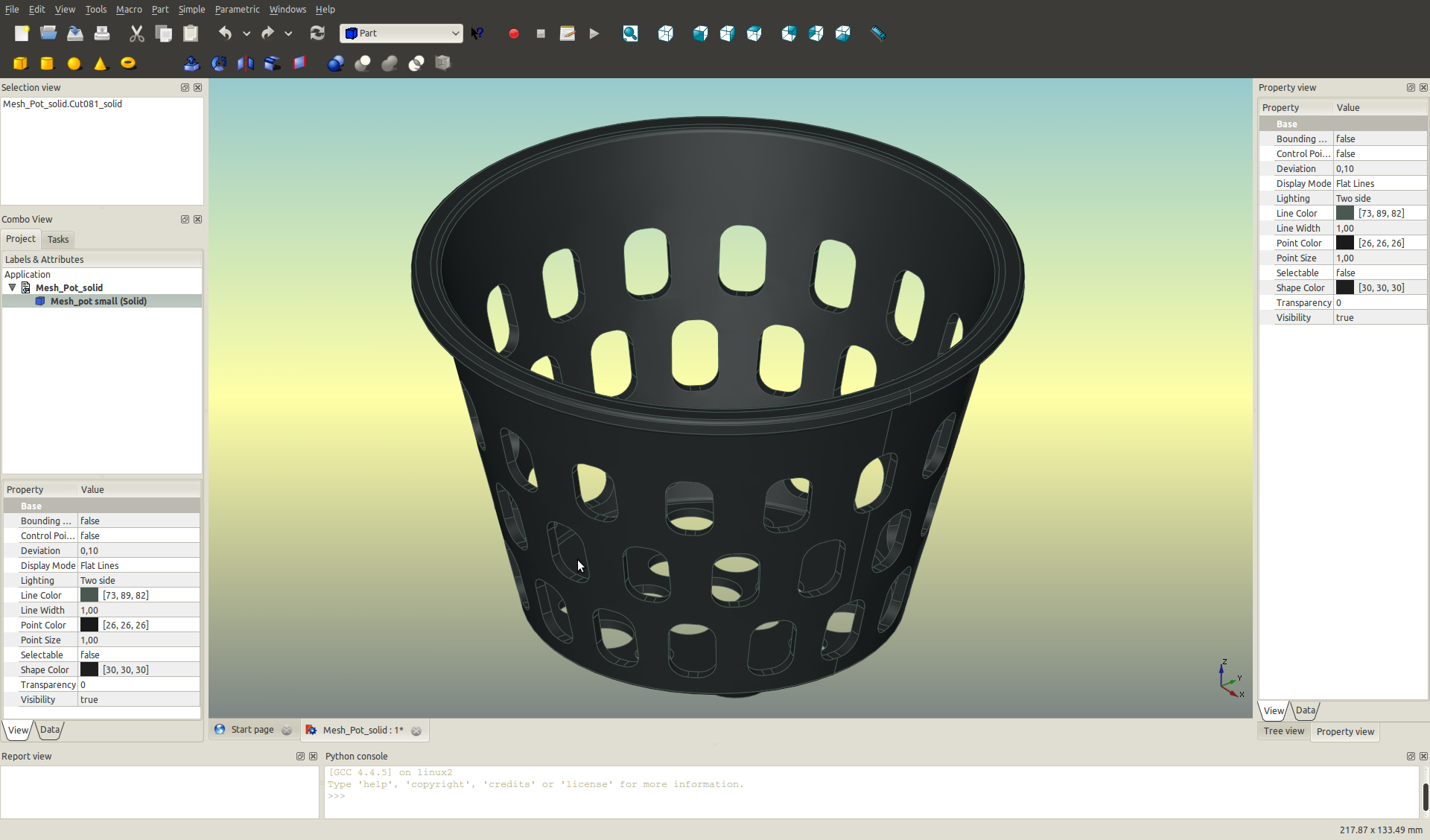
Model d'un cistell
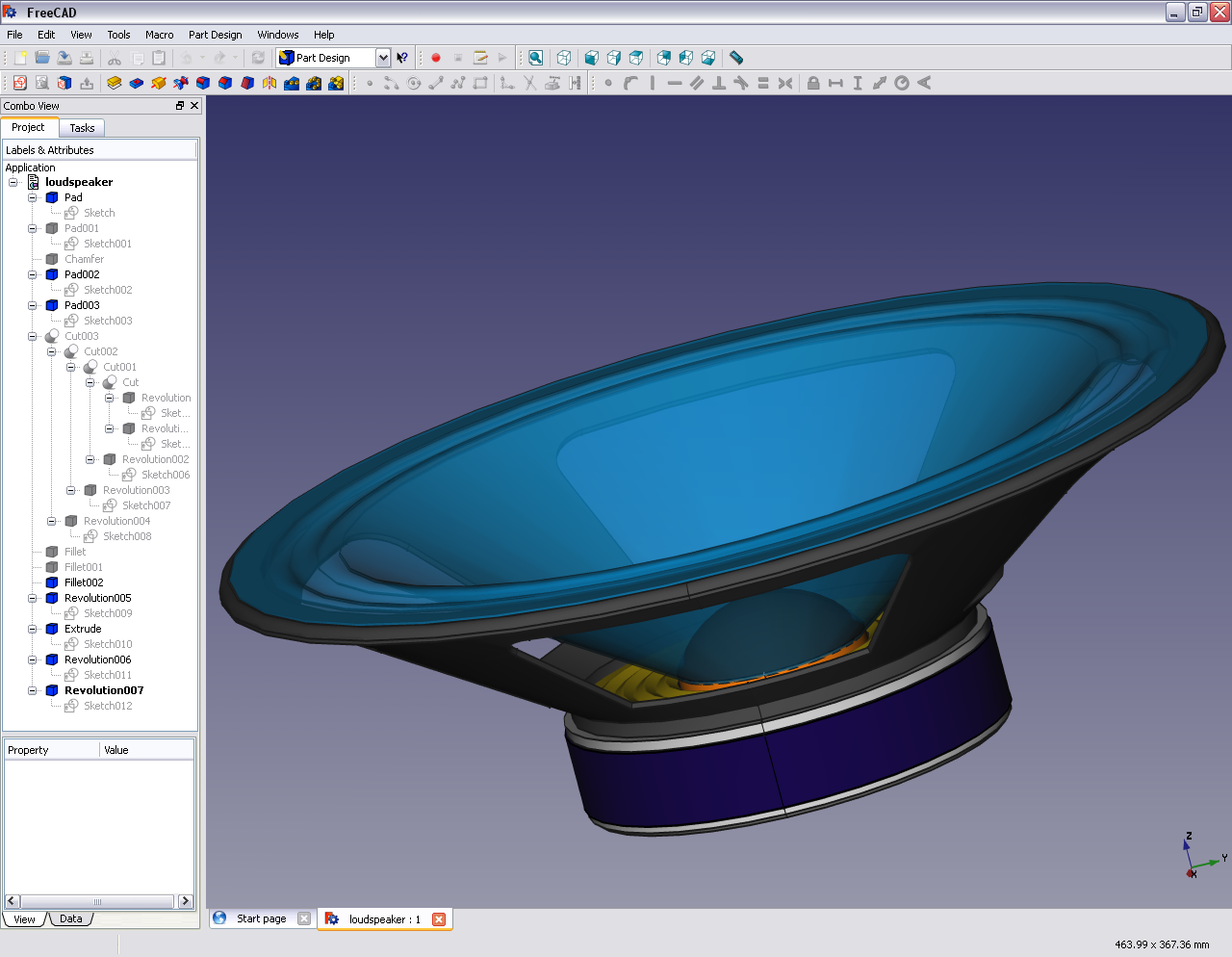
Altaveu dissenyat amb FreeCAD.